# 裕东街道
裕东街道，是中华人民共和国河北省石家庄市裕华区下辖的一个乡镇级行政单位。

## 行政区划
裕东街道下辖以下地区：
金马小区第一社区、金马小区第二社区、金马小区第三社区、金马小区第四社区、金马小区第五社区、银通第一社区、银通第二社区、二十里铺社区、大马社区、小马社区、东文社区、九里庭院社区、彩虹源社区和美景东方社区。